# 風が泣いている
「風が泣いている」（かぜがないている）は1967年7月15日に発売されたザ・スパイダースの楽曲である。

## 解説
- 作詞・作曲は浜口庫之助による。風雲急を告げるようなストリングスが印象的な曲。人気絶頂期に発売され、堺正章がソロで歌ってヒットした。
- B面は「君にあげよう」（浜口庫之助 作詞・作曲）。井上順がソロで歌った。
- レコードジャケットはメンバー7人の写真と共に“「夕陽が泣いている」に続いて放つ 浜口庫之助氏の大ヒット!”と書かれている。
- 昭和を代表するスポーツ漫画作品である『あしたのジョー』で、主人公の矢吹丈が表題曲を口ずさむ場面が描かれている[1]。

## 収録曲
- 両楽曲とも、作詞・作曲：浜口庫之助

1. 風が泣いている 編曲:林一、大野克夫
2. 君にあげよう 編曲:林一、ザ・スパイダース

## カバー
- 浜口庫之助（1991年） - アルバム『浜口庫之助自作自演集』に収録[2]。
- 桑田佳祐（2009年） - DVD・BD『桑田佳祐 Act Against AIDS 2008 「昭和八十三年度!ひとり紅白歌合戦」』収録。
- 日高央（2015年） - コンピレーションCDアルバム「『コンクリート・レボルティオ〜超人幻想〜』神化・傑作曲集」収録。
- 吉幾三（2019年） - アルバム『あの頃の青春を詩う vol.4 グループサウンズ編』に収録。